# Aso (Kumamoto)
Aso (阿蘇市 Aso-shi?) es una ciudad localizada en la Prefectura de Kumamoto, Japón. Es una ciudad desde el 11 de febrero de 2005 emergiendo del antiguo pueblo de Aso y de Ichinomiya y Namino del distrito de Aso (Kumamoto).

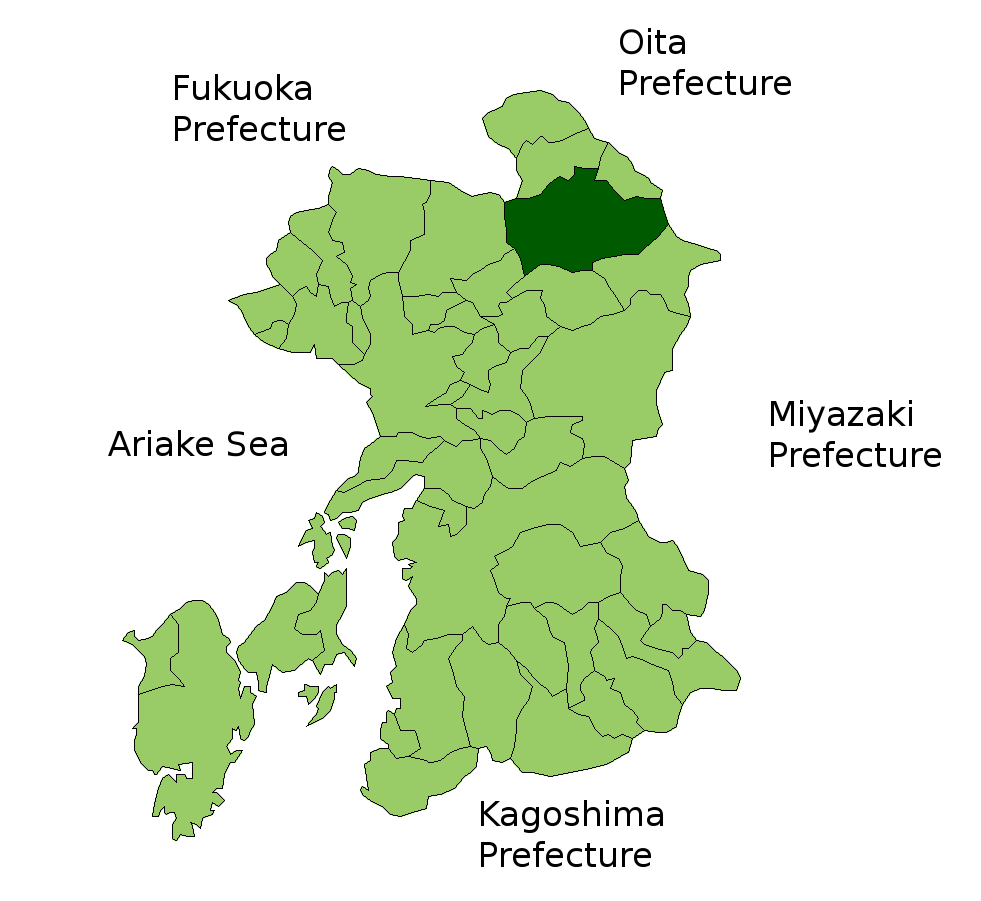
Localización de la ciudad de Aso en la prefectura de Kumamoto.

En octubre de 2005, la ciudad se estima que tenía una población de 30.150 habitantes con una densidad de 91.95 personas por km². El área total es de 376.25 km².